# Champ-Haut
Champ-Haut ist eine französische Gemeinde mit 42 Einwohnern (Stand: 1. Januar 2022) im Département Orne in der Region Normandie. Sie gehört zum Kanton Rai und zum Arrondissement Mortagne-au-Perche.

## Geografie
Die Touques entspringt im Gemeindegebiet von Champ-Haut.
Nachbargemeinden sind Lignères im Nordwesten, Orgères im Nordosten, Échauffour im Südosten und Le Merlerault im Süden und Südwesten.

## Bevölkerungsentwicklung
| Jahr      | 1962 | 1968 | 1975 | 1982 | 1990 | 1999 | 2008 | 2016 |
| --------- | ---- | ---- | ---- | ---- | ---- | ---- | ---- | ---- |
| Einwohner | 96   | 69   | 62   | 59   | 55   | 54   | 51   | 50   |

## Sehenswürdigkeiten
- Kirche Saint-Martin, Monument historique

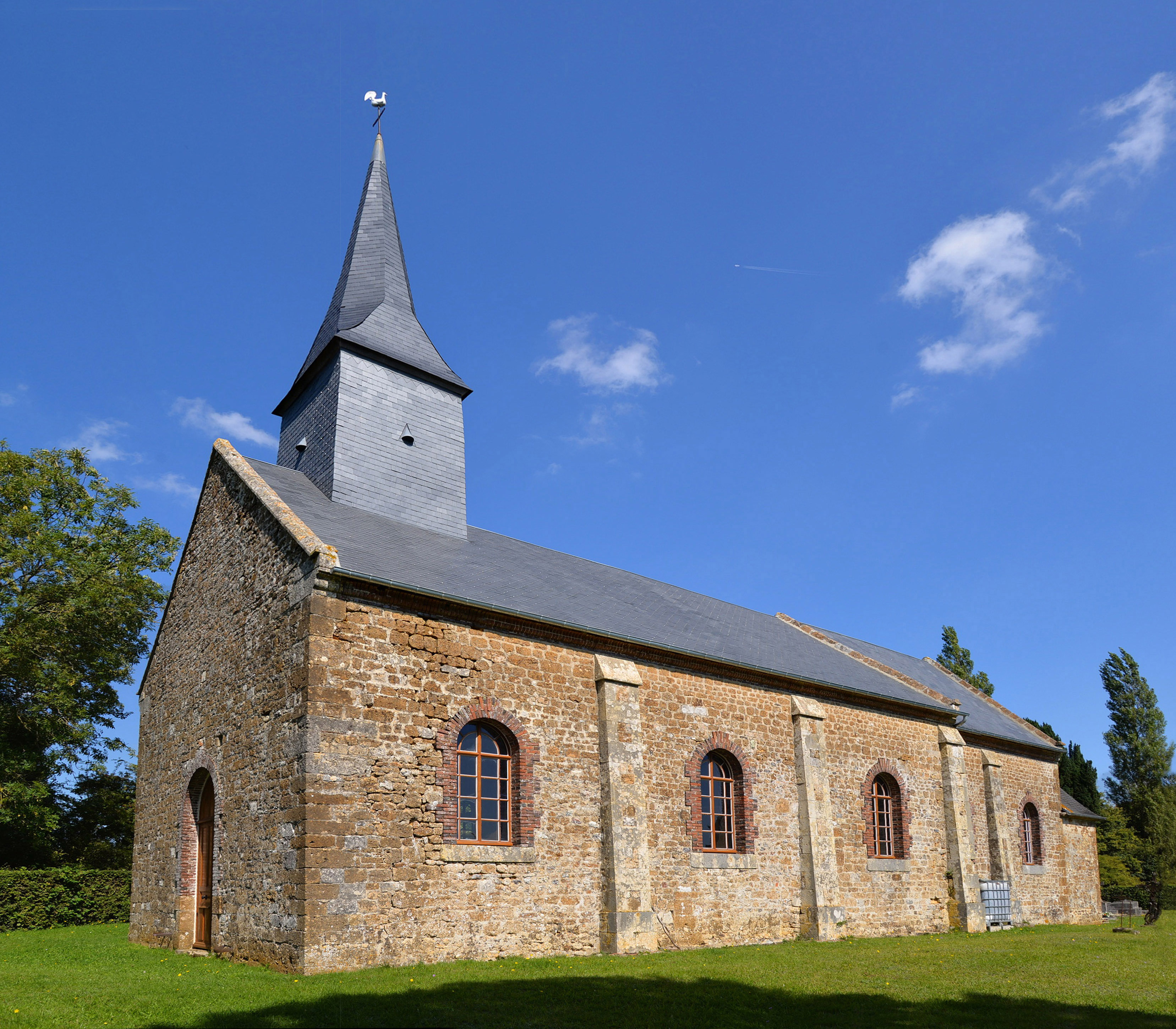
Kirche Saint-Martin

## Persönlichkeiten
- Olivier Metzner (1949–2013), Rechtsanwalt, in Champ-Haut geboren